# Pi5 Orionis
Pi5 Orionis (π5 Ori / π5 Orionis) è un sistema stellare visibile nella costellazione di Orione, a sud-est di Aldebaran, nell'asterismo dello scudo di Orione. Il sistema appare come un oggetto di magnitudine 3,72 e forma una doppia visuale con 5 Orionis. Dista circa 1340 anni luce dal Sole.
Il sistema è composto da due stelle. La primaria è una gigante bianco-azzurra, appartenente alla classe spettrale B2III+. La compagna, una stella nana di sequenza principale di classe B0V, completa un'orbita in 3,7004 giorni. La rotazione delle due stelle è tanto stretta che esse hanno assunto una forma ellissoidale, in modo simile a quanto accade alle componenti dei sistemi di Spica, nella costellazione della Vergine, e di b Persei, nella costellazione di Perseo.. Per questo motivo la stella è classificata come variabile ellissoidale rotante.
Il sistema presenta una variabilità nella luminosità di 0,07 magnitudini, con una periodicità uguale a quella del moto orbitale. Tale fenomeno è generato dalla variazione dell'area emittente nella direzione della Terra, sebbene non si verifichino eventi di eclissi.
Risale al 1903 la prima scoperta dell'esistenza della compagna. Allora, la sua presenza era stata desunta solo dallo spostamento nelle righe spettrali, ma non per osservazione telescopica diretta.
La luminosità totale del sistema è di circa 24.000 volte quella solare. Poiché però non è noto il rapporto di luminosità tra le due stelle, non è possibile stabilire la loro massa individuale.
I valori di distanza e velocità radiale lasciano supporre che le stelle appartengano, come la gran parte delle stelle blu presenti nella costellazione di Orione, all'Associazione OB1 di Orione.

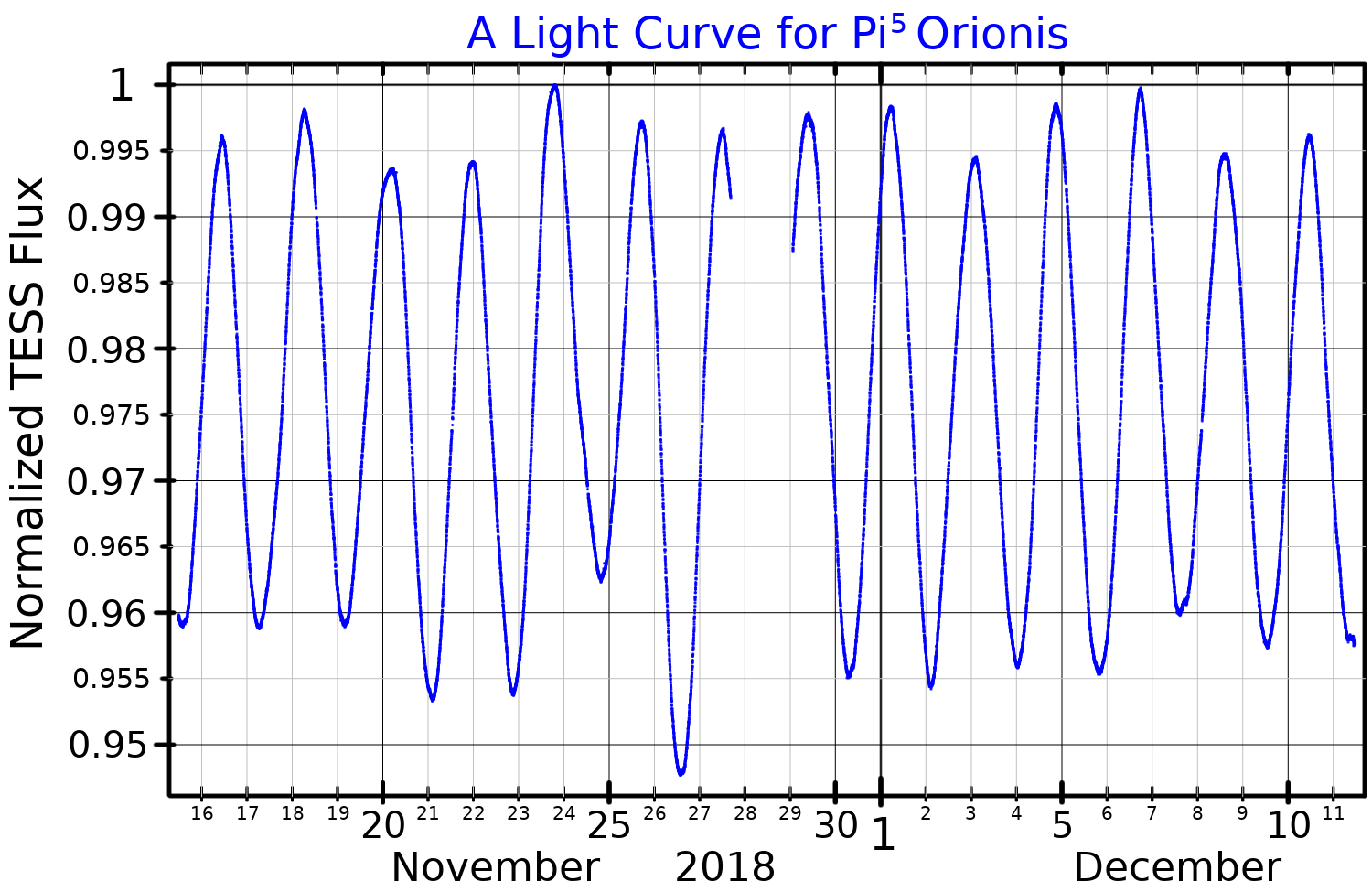
Curva di luce dai dati del telescopio spaziale TESS.